# Доње Приангарје
Доње Приангарје је географска област у Краснојарској Покрајини, у Руској Федерацији, која окупља пет рејона и три града, који се налазе у доњем току ријеке Ангаре и Јенисеја, сјеверно и сјевероисточно од града Краснојарска. 
У Доње Приангарје убрајамо следеће рејоне (од запада ка истоку):
- Јенисејски рејон,
- Северо-Јенисејски рејон,
- Мотигински рејон,
- Богучански рејон и
- Кежемски рејон.

И три града: 
- Јенисејск,
- Лесосибирск и
- Кодинск.

Цјелокупна територија обухвата подручје од око 260 хиљада квадратних метара. Укупна насељеност износи око 230.000 људи.
Територија је богата рудним и хидроенергетским потенцијалом и представља мост између средњег и источног Сибира.